# عمرة
العُمْرة (الجمع: عُمَر، وعُمُرات)، لغةً: اسم من الاعتمار، وهو الزيارة والقَصْد، واصطلاحًا: زيارة المسجد الحرام في مكةَ لأداء مناسكَ خاصة، وهي: الإحرام، والطَّوَافُ، والسَّعْيُ بين الصَّفا والمَرْوة، والحَلْق أو التقصير. والعُمْرة مشروعة بأصل الإسلام.

## حكمها
أما حكمها فذهب العلماء إلى قولين:

### الأول يرى أنهاواجب
وهو مذهب أحمد بن حنبل والشافعي، واستندوا في رأيهم على ما رواه أهل السنن عن أبي رزين العقيلي أنه أتى النبي محمد فقال: «إن أبي شيخ كبير لا يستطيع الحج ولا العُمْرة، فقال النبي: حج عن أبيك واعتمر»، وما ذكر في القرآن: {وَأَتِمُّواْ الْحَجَّ وَالْعُمْرَةَ لِلَّهِ...}،

### الرأي الثاني فيرى أنهاسنة
وهو مذهب مالك بن أنس وأبي حنيفة واستندوا في ذلك إلى ما رواه جابر بن عبد الله أن النبي محمد سئل عن العُمْرة: «أواجبة هي؟ قال: لا وأن تعتمر خير لك».
فرضت العُمْرة في السنة التاسعة للهجرة، ويصح أداء العُمْرة طوال أيام السنة، بمعنى أنه لا وقت محدد لها باستثناء أيام الحج، والعُمْرة تختلف عن الحج؛ إذ أن الحج ركن من أركان الإسلام وواجب على كل مسلم قادر، كما أن له وقت محدد لأداء مناسكه وهذا عكس العُمْرة. تبدأ مناسك العُمْرة بأن يقوم المعتمر بالإحرام من المواقيت المحددة، ثم التوجه إلى مكة ودخول المسجد الحرام، يقوم المعتمر بعد ذلك بأداء الطواف ثم السعي بين الصفا والمروة، وتنتهي المناسك بالحلق أوالتقصير.

## أدلة العُمْرة من القرآن الكريم
- سورة البقرة ﴿وَأَتِمُّوا الْحَجَّ وَالْعُمْرَةَ لِلَّهِ فَإِنْ أُحْصِرْتُمْ فَمَا اسْتَيْسَرَ مِنَ الْهَدْيِ وَلَا تَحْلِقُوا رُءُوسَكُمْ حَتَّى يَبْلُغَ الْهَدْيُ مَحِلَّهُ فَمَنْ كَانَ مِنْكُمْ مَرِيضًا أَوْ بِهِ أَذًى مِنْ رَأْسِهِ فَفِدْيَةٌ مِنْ صِيَامٍ أَوْ صَدَقَةٍ أَوْ نُسُكٍ فَإِذَا أَمِنْتُمْ فَمَنْ تَمَتَّعَ بِالْعُمْرَةِ إِلَى الْحَجِّ فَمَا اسْتَيْسَرَ مِنَ الْهَدْيِ فَمَنْ لَمْ يَجِدْ فَصِيَامُ ثَلَاثَةِ أَيَّامٍ فِي الْحَجِّ وَسَبْعَةٍ إِذَا رَجَعْتُمْ تِلْكَ عَشَرَةٌ كَامِلَةٌ ذَلِكَ لِمَنْ لَمْ يَكُنْ أَهْلُهُ حَاضِرِي الْمَسْجِدِ الْحَرَامِ وَاتَّقُوا اللَّهَ وَاعْلَمُوا أَنَّ اللَّهَ شَدِيدُ الْعِقَابِ ۝١٩٦﴾ [البقرة:196]

## أدلة فضل العُمْرة من السنة النبوية المطهرة
وردت عن النبي محمد ﷺ العديد من الأحاديث النبوية التي تتحدث عن فضل أداء مناسك العُمْرة، وعن الثواب الذي يجنيه المسلم جراء أداء هذا النسك، ومن أبرز هذه الأحاديث:
- ما رواه أبو هريرة عن النبي محمد ﷺ أنه قال: «العُمْرة إلى العُمْرة كفارة لما بينهما، والحج المبرور ليس له جزاء إلا الجنة»[11]،[12] وما ورد في سنن ابن ماجه عن النبي محمد أنه قال: «الغازي في سبيل الله والحاج والمعتمر وفد الله دعاهم فأجابوه وسألوه فأعطاهم»،[13]
- وما رواه عبد الله بن عمر عن النبي محمد ﷺ أنه قال: «من طاف بالبيت، لم يرفع قدما ولم يضع أخرى إلا كتب الله له حسنة، وحط عنه بها خطيئة ورفع له بها درجة»[14][15]
- وما ورد في صحيح البخاري عن النبي محمد ﷺ أنه قال: «عُمْرة في رمضان تعدل حجة»[16]،[17]
- وما ورد في سنن الترمذي عن النبي محمد ﷺ أنه قال: «تابعوا بين الحج والعُمْرة، فإن متابعة بينهما تنفي الذنوب بالمغفرة كما ينفي الكير خبث الحديد».[18]
- وما روته عائشة بنت أبي بكر عن النبي محمد أنه قال لها في عمرتها: «إن لك من الأجر على قدر نصبك ونفقتك».[19]

## أنواع العُمْرة
- العُمْرة المفردة.
- عُمْرة التمتع، وهي بمثابة الجزء من حجُ التَّمَتُّع.

### الفرق بين العُمْرة المفردة وعُمْرة التمتع
في العُمْرة المفردة يخيّر الرجل بين حلق شعره وتقصيره، أما في عُمْرة التمتع فعليه أن يقصرّ ولا يجوز أن يحلق.
العُمْرة المفردة تقع في أي يوم من السنة، وأما عُمْرة التمتع فيجب أن تكون في أشهر الحج (شوال، ذو القعدة، ذو الحجة) وتلحق بحج التمتع في نفس السنة.
إحرام عُمْرة التمتع يجب أن يقع في أحد المواقيت البعيدة ولا يصح في أدنى الحل – وفي بعض الصور خلاف-، أما إحرام العُمْرة المفردة فيمكن إيقاعه في أدنى الحل.

## المناسك

### أركان العُمْرة
- عند جمهور الفقهاء ثلاثة وهي: الإحرام والطواف بالبيت والسعي بين الصفا والمروة، وهو مذهب المالكية والحنابلة، وزاد الشافعية عليها ركنان هما: الحلق أو التقصير، والترتيب.
- ومذهب الحنفية أن الإحرام شرط للعُمْرة، وركنها واحد هو الطواف.

قال الصاوي في حاشيته على الشرح الصغير: «(وأركان العُمْرة ثلاثة إحرام) من المواقيت أو من الحل (وطواف) بالبيت سبعاً. (وسعي) بين الصفا والمروة سبعاً (على ما): أي على الوجه الذي (مرَّ) بيانه في الحج، سواء بسواء.... (ثم) بعد سعيه (يحلق) رأسه وجوباً».

### شروط العُمْرة
ويشترط للعُمْرة ما يشترط للحج، وهو:
- الإسلام.
- البلوغ.
- الحرية.
- العقل.
- الاستطاعة، ومن لم تتحقق له مجتمعه سقطا عنه، بل لو نقص شرط من هذه الشروط الخمسة سقط الفرضان.
- وشرط آخر على المرأة وهو وجود المحرم معها.

### واجبات العُمْرة
أما الواجبات فهي:
- أولاً: كون الإحرام من الميقات إن كان الميقات بينه وبين مكة، أو الحل لمن كان في الحرم.
- ثانياً: الحلق أو التقصير.

هذه هي واجبات العُمْرة، من ترك شيئاً منها يجب عليه دم.

### مستحبات العُمْرة
أما الأمور المستحبة في العُمْرة فهي كثيرة، فمما يستحب قبل الإحرام ما يلي:
- أولاً: تقليم الأظافر وحلق شعر العانة.
- ثانياً: الاغتسال.
- ثالثاً: التطيب في البدن.

ومما يستحب بعد الإحرام الآتي:
- أولاً: التلبية ورفع الصوت بها بالنسبة للرجل.
- ثانياً: قول: لبيك اللهم عُمْرة.

ومما يستحب في الطواف ما يلي:
- أولاً: تقبيل الحجر الأسود ما لم يؤد إلى زحام.
- ثانياً: الرمل: وهو الإسراع في المشي في الأشواط الثلاثة الأولى وهو في حق الرجال أيضا.
- ثالثاً: الإكثار من الذكر والدعاء.
- رابعاً: صلاة ركعتين بعده.

ومما يستحب في السعي:
- أولاً: الصعود على الصفا وقول: نبدأ بما بدأ الله به.
- ثانياً: الهرولة بين العلمين الأخضرين.
- ثالثاً: الإكثار من الذكر.

## كيفية العُمْرة
- فعليك أن تحرم بالعُمْرة من الميقات الذي تمر عليه ويندب أن تغتسل وتتطيب وتلبس الإزار والرداء، ثم تحرم بالعُمْرة عقب صلاة سواء أكانت فريضة حاضرة أم كانت نافلة.
- ثم تقول لبيك اللهم عُمْرة، ويستحب أن تكثر من التلبية ما بين الإحرام وابتداء الطواف خاصة عند تغير الأحوال كركوب السيارة والنزول عنها والدخول والخروج وصيغة التلبية هي: «لبيك اللهم لبيك، لبيك لا شريك لك لبيك، إن الحمد والنعمة لك والملك لا شريك لك».[20]
- فإذا وصلت إلى مكة ابتدأت بالطواف حول الكعبة مبتدئاً بالحجر الأسود، وتقبله إن استطعت أو تستلمه ولا تزاحم. فإذا أتممت سبعة أشواط ذهبت إلى خلف مقام إبراهيم وصليت ركعتي سنة الطواف.
- فإن وجدت زحاماً ففي أي مكان صليت أجزأك ذلك. ثم تذهب إلى الصفا فترقى عليه، ثم تتجه منه إلى المروة ويحسب الذهاب من الصفا إلى المروة شوطاً، والرجوع من المروة إلى الصفا شوطاً آخر.
- وهكذا حتى تنتهي من الشوط السابع على المروة، ثم تذهب فتحلق رأسك أو تقصر والحلق أفضل وبذلك تكون قد تمت عمرتك.
- ويستحب لك إذا انتهيت من العُمْرة أن تتوجه إلى زيارة النبي صلى الله عليه وسلم وتصلي في مسجد الشريف وأن تسلم عليه وعلى صاحبيه ثم تزور البقيع ومسجد قباء وشهداء أحد، وبهذا تكون قد حصلت على كامل الأجر، والله تعالى أعلم.

## المواقيت

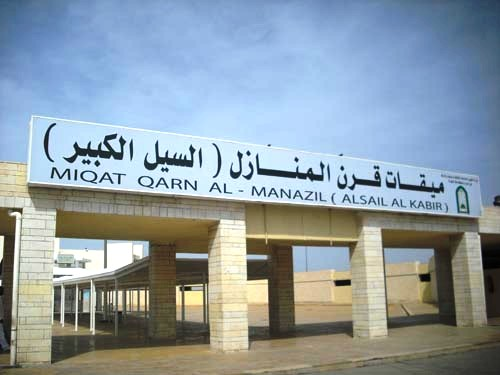
ميقات قرن المنازل

المواقيت هي الأماكن التي حددها النبي محمد لمن أراد أن يحرم لأداء مناسك العُمْرة أو الحج، وهي كالتالي:
- ذا الحليفة: تسمى الآن آبار علي وهي أبعد المواقيت عن مكة، وهي الميقات المخصص لأهل المدينة المنورة[22] وكل من أتى عليها من غير أهلها، وتبعد عنها حوالي 18كم.
- الجحفة: وهي ميقات أهل الشام ومصروالسودان وكل دول المغرب العربي ومن كان وراء ذلك،[22] وقد اندثرت هذه القرية حالياً، وحلت مدينة رابغ محلها فأصبحت هي الميقات البديل.
- قرن المنازل: يسمى أيضاً ميقات السيل الكبير، وهو الميقات المخصص لأهل نجد، ودول الخليج العربي وما ورائهم،[22] ويبعد عن مكة حوالي 74كم تقريباً.
- يلملم: وهو ميقات أهل اليمن، وكل من يمر من ذلك الطريق، وسمي الميقات بهذا الاسم نسبة لجبل يلملم.[23]
- ذات عرق: هو ميقات أهل العراق وما ورائها،[23] وهذا الميقات لم يذكر في حديث النبي محمد عن المواقيت، ولكن تم تحديده من خلال الخليفة عمر بن الخطاب.[23]
- ميقات أهل مكة: أهل مكة يحرمون من بيوتهم أو المسجد الحرام إن شاءوا،[24] إلا العُمْرة؛ فإن عليهم أن يخرجوا إلى حدود الحرم للإحرام إما من التنعيم أو عرفة.[25]

## تفصيل أركان العُمْرة

### الإحرام
- الإحرام هو نية الدخول في النسك مقروناً بالتلبية،[26]

وهو واجب من واجبات الإحرام بمعنى أن على من تركه فدية، إما أن يذبح شاة، أو يصوم ثلاثة أيام، أو يطعم ستة مساكين.
- إذا وصل المسلم إلى الميقات وأراد أن يحرم فيستحب له أن:
- 1 - يقص أظفاره
- 2 - ويزيل شعر العانة،
- 3 - وأن يغتسل ويتوضأ.[28]
- ثم يلبس بعد ذلك ملابس الإحرام، بالنسبة للرجل فيلبس إزار ورداء أبيضين طاهرين، أما المرأة فتلبس ما تشاء من اللباس الساتر دون أن تتقيد بلون محدد،[29] لكن تجتنب في إحرامها لبس النقاب والقفازين.[29] بعد ذلك يصلى المعتمر ركعتي الإحرام،[30] ثم ينوي بعد ذلك العُمْرة بقلبه أو بلسانه، ويقول «لبيك عُمْرة».

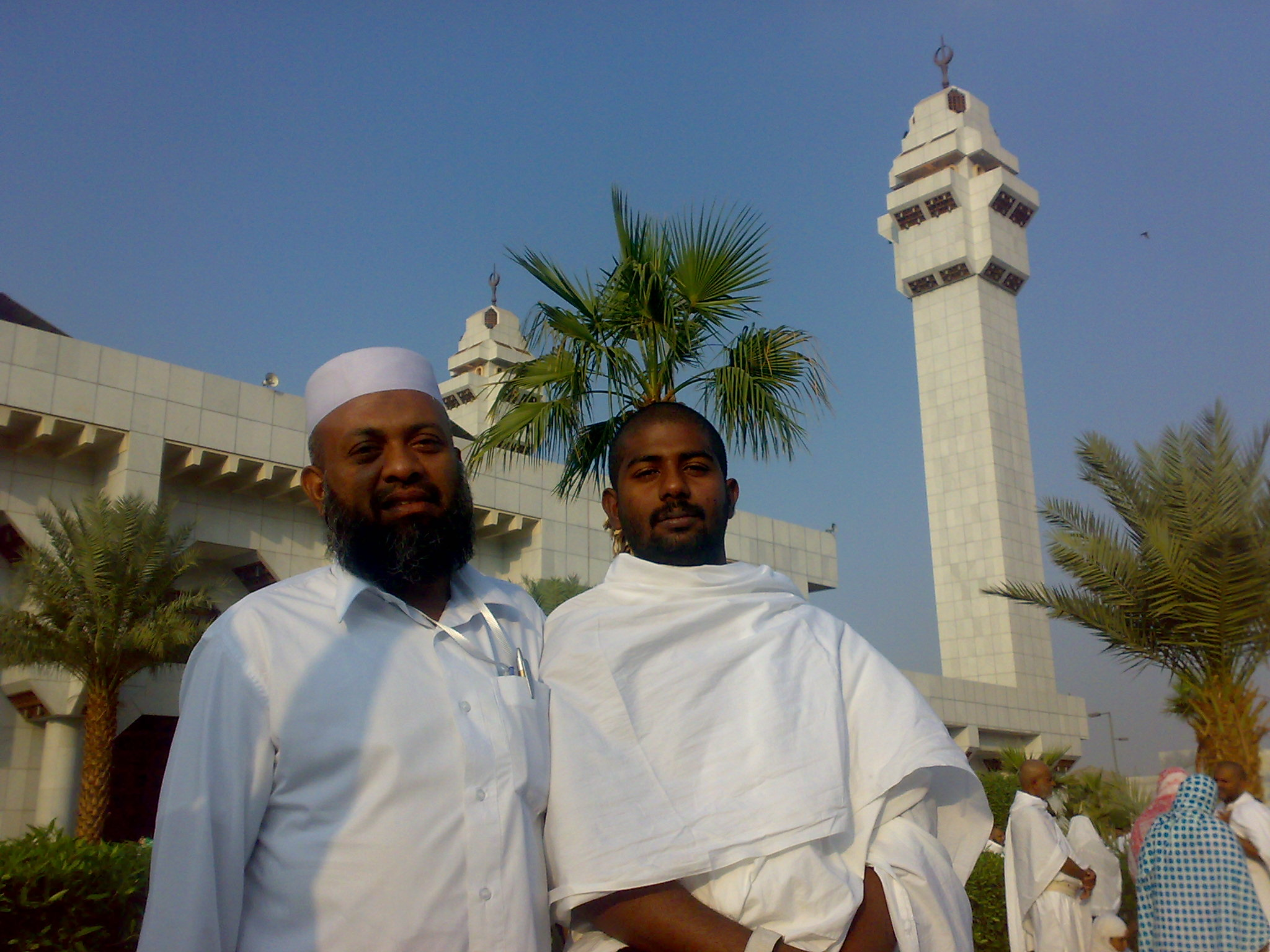
ملابس الإحرام (يمين)

- محظورات الإحرام يقصد بها الأمور التي يمنع المحرم من فعلها بسبب إحرامه،[31]
- وتنقسم المحظورات إلى محظورات مشتركة بين الرجال والنساء، ومحظورات خاصة بالنساء وأخرى بالرجال، أما المحظورات المشتركة فهي إزالة الشعر، تقليم الأظافر،[31] الجماع، التطيب أي وضع العطر في البدن أو في ثياب الإحرام، قتل الصيد البري كالغزلان، وعقد الزواج.[31]
- أما المحظورات الخاصة بالرجال فهي لبس الملابس المخيطة،[32] وهو أن يلبس الثياب ونحوها مما هو مفصل على هيئة البدن كالقميص أو البنطال،[32] كما يحرم عليه إنزال المني باستمناء أو جماع،[32] وتغطية الرأس بملاصق، كالطاقية وما شابهها.
- أما المحظورات الخاصة بالنساء فهي لبس القفازين أو النقاب.[33]
- فإن فعل المحرم المحظور جاهلاً أو ناسياً أو مكرهاً فلا إثم عليه ولا فدية،[34]
- وإن فعل المحرم المحظور لحاجة إليه فلا إثم عليه ولكن عليه فدية.[35]

### الطواف

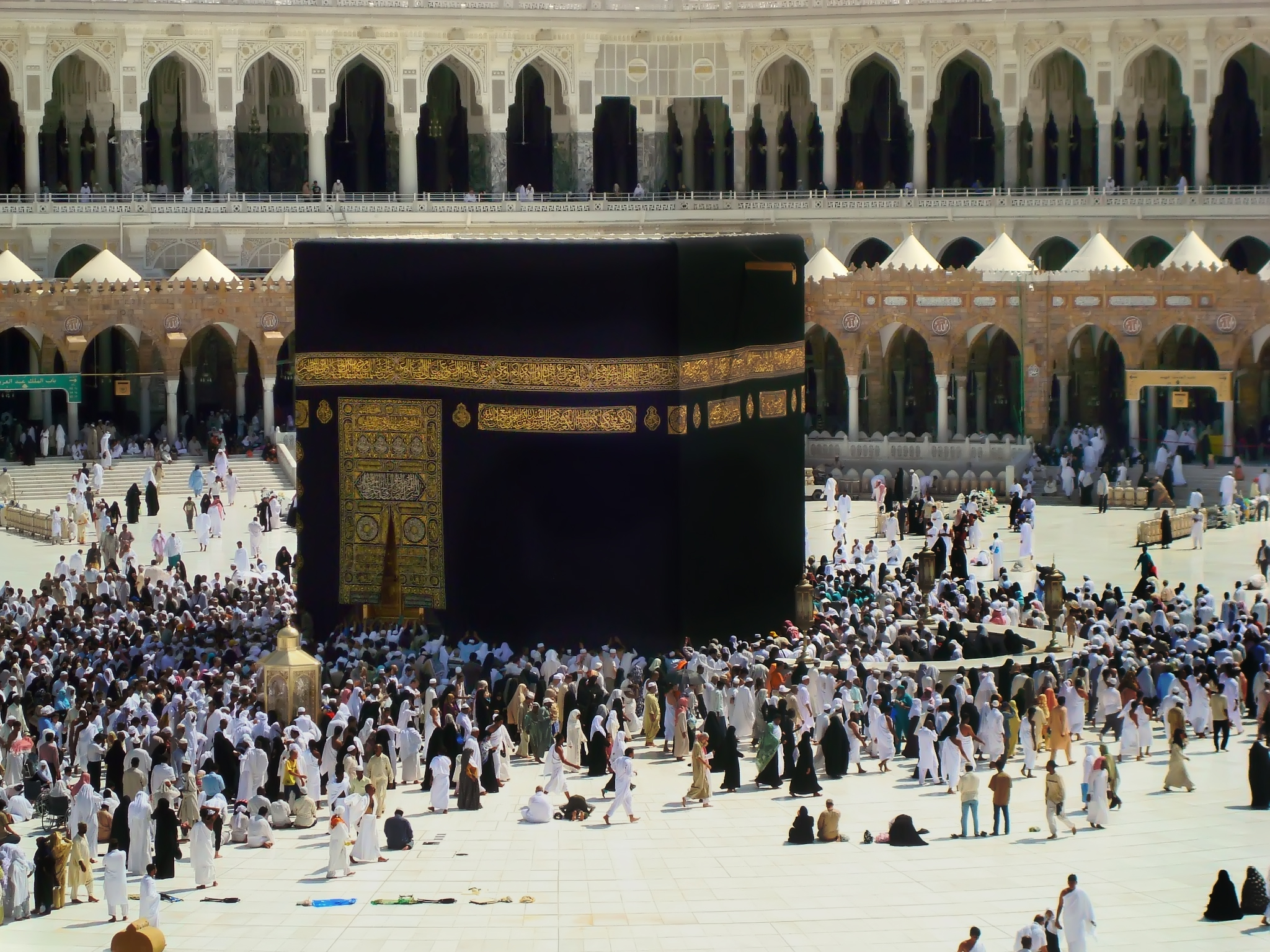
الطواف حول الكعبة

- إذا انتهى المعتمر من إحرامه خرج من الميقات، فإذا وصل مكة فدخلها يستحب له أن يقول: «اللهم هذا حرمك وأمنك فحرم لحمي ودمي على النار وأمنى من عذابك يوم تبعث عبادك واجعلني من أوليائك وأهل طاعتك يا رب العالمين»،[36]
- وعندما يدخل المسجد الحرام يقول: «لا إله إلا الله والله أكبر اللهم أنت السلام ومنك السلام تباركت يا ذا الجلال والإكرام، اللهم زد هذا البيت تشريفًا وتعظيمًا وتكريمًا ومهابة ورفعة وبرًّا، وزد من زاره شرفًا وتعظيمًا وتكريمًا ومهابة ورفعة وبرًّا»،[36]
- حتى إذا دخل ساحة المسجد يتجه إلى الحجر الأسود ليبدأ منه الطواف.
- الطواف هو أحد الأركان الأساسية في العُمْرة، وهو عبارة عن سبعة أشواط يقوم به المعتمر حول الكعبة، يبدأ كل شوط من أمام الحجر الأسود وينتهي به، يجعل المعتمر أو الحاج الكعبة عن يساره أثناء الطواف.
- يسن أن يرمل المعتمر الرجل في الأشواط الثلاثة الأولى.
- والرَمَل هو مسارعة المشي مع تقارب الخطوات، يسن أن يضطبع المعتمر أو الحاج في طوافه كله،
- والاضطباع هو أن يجعل وسط ردائه تحت كتفه الأيمن وطرفيه على كتفه الأيسر، يزيل المعتمر الاضطباع إذا فرغ من طوافه.
- سن لمن يطوف أن يستلم الحجر الأسود (أي يلمسه بيده) ويقبله عند مروره به، فإن لم يستطع استلمه بيده وقبلها، فإن لم يستطع استلمه بشيء معه (كالعصا وما شابهها) وقَبَّل ذلك الشيء، فإن لم يستطع أشار إليه بيده ولا يقبلها.

### السعي بين الصفا والمروة
- السعي سبعة أشواط بين الصفا والمروة يبدأ من الصفا وينتهي بالمروة. يسن عند قربه من الصفا في بداية الشوط الأول أن يقرأ قوله تعالى:
- ﴿إِنَّ الصَّفَا وَالْمَرْوَةَ مِنْ شَعَائِرِ اللَّهِ فَمَنْ حَجَّ الْبَيْتَ أَوِ اعْتَمَرَ فَلَا جُنَاحَ عَلَيْهِ أَنْ يَطَّوَّفَ بِهِمَا وَمَنْ تَطَوَّعَ خَيْرًا فَإِنَّ اللَّهَ شَاكِرٌ عَلِيمٌ ۝١٥٨﴾ [البقرة:158]
- ثم يقول بعدها (أبدأ بما بدأ الله به) ولا يقول هذا إلا في بداية الشوط الأول من السعي.
- يسن أن يرقى المعتمر على الصفا حتى يرى الكعبة فيستقبلها ويرفع يديه كما يرفعها عند الدعاء قائلاً:
- (الله أكبر، لا إله إلا الله وحده لا شريك له له الملك وله الحمد وهو على كل شيء قدير لا إله إلا الله وحده لا شريك له أنجز وعده ونصر عبده وهزم الأحزاب وحده) ثم يدعو بما شاء من الدعاء ثم يعيد الذكر السابق، ثم يدعو بما شاء، ثم يعيد الذكر السابق مرة ثالثة،
- ثم يسعى إلى المروة. ويسن أن يرفع صوته بالتكبير والذكر السابق ويُسر صوته بالدعاء.
- يفعل المعتمر على المروة مثلما فعل على الصفا من التكبير (3مرات) والذكر السابق (3 مرات) والدعاء بين الأذكار (مرتين) مع رفع يديه متوجهاً للكعبة [كما في الصورة]
- يسن إذا وصل الساعي بين العلمين الأخضرين أن يُسرع في المشي بشرط أن لا يضايق غيره من الساعين، أما في بقية المسعى فإنه يمشي مشياً عادياً.
- لا يشترط أن يرقى الساعي على أعلى الصفا والمروة، بل لو لمست رجلاه بداية ارتفاعها فهو جائز، ولكن السنة كما سبق أن يرقى عليهما حتى يرى الكعبة إن استطاع.
- لا تشترط الطهارة للسعي، فلو سعى وهو غير متوضئ جاز ذلك، ولكن الأفضل أن يكون على وضوء.
- لا يوجد ذكر أو دعاء خاص بالسعي، فلو قرأ القرآن أو ذكر الله أو دعاه بما يتيسر فهو جائز.
- إذا أقيمت الصلاة وهو يسعى فإنه يصلي مع الجماعة في المسعى ثم يكمل سعيه.
- لا يضطبع المعتمر أثناء السعي بل يكون إحرامه على كتفيه.
- يجب على المعتمر غض بصره عن ما قد يفسد عمرته.

### الحلق والتقصير
- إذا أتم المعتمر سبعة أشواط من الصفا إلى المروة حلق شعر رأسه ان كان رجلا أو قصره والحلق أفضل.
- أما المرأة فتقصر شعر رأسها بكل حال ولا تحلق بل تقصر من كل قرن قدر أنملة.
- وعند الحلق يجب أن يكون حلق الرجل شاملا لجميع شعر رأسه.
- لأن النبي (صلى الله عليه وسلم) حلق جميع شعر رأسه وقال: خذو عني مناسككم.
- وكذلك عند التقصير لابد أن يعم به جميع شعر الرأس.
- وبهذه الأعمال تمت العُمْرة وحل منها حلا كاملا يبيح له جميع محظورات الإحرام.

## العُمْرة في رمضان
العُمْرة في رمضان تعادل حجة مع رسول الله محمد.

### مضاعفة الأجر
ينبغي للمسلم أن يحرص على فضائل الأعمال والعبادات في شهر رمضان المبارك ويتذكر أن مضاعفة الأجر والأعمال تكون لشرف المكان كالحرم الذي تضاعف الصلاة في مسجدي مكة والمدينة ومنها شرف الزمان كشهر رمضان وعشر ذي الحجة.

### عُمْرة رمضان
كذلك أحرص أخي المسلم على أداء العُمْرة في رمضان وهي فريضة عظيمة يضاعف أجر العُمْرة فيها وتصل إلي أن تعدل ثواب حجة فعن عطاء رحمة الله عن أبن عباس قال، قال رسول الله لامرأة من الأنصار سماها ابن عباس فنسيت اسمها: ما منعك أن تحجي معنا ؟ قالت كان لنا ناضح فركبة أبو فلان وابنه لزوجها وابنها وترك ناضحاً ننضح عليه قال: ” فإذا كان رمضان اعتمري فيه فإن عُمْرة في رمضان حجة” (رواه البخاري 3/603 ومسلم 1256).
أي تقابلها وتماثلها في الثواب لأن الثواب يفضل بفضيلة الوقت ولا تقوم مقامها في إسقاط الفرض بالإجماع.

### منزلتها
ولا شك أن هذا من فضل الله على عباده حيث صارت العُمْرة بمنزلة الحج في الثواب بسبب شهر رمضان المبارك.
وهذا دليل على أن الثواب يزيد بزيادة شرف الوقت.
وعلى المسلم أن يحرص على كثرة الجلوس في الحرم ويجتهد في قراءة القرآن وصلاة التراويح أو القيام ويقبل على الله تعالي بالذكر والدعاء والتسبيح والتهليل والصدقة حافظاً أوقاته مبتعداً عن الدنيا وعن الأسواق حتى لا يضيع وقته بما لا ينفعه.
ويتذكر فضل الصلاة في المسجد الحرام لحديث الرسول: “صلاة في مسجدي هذا خير من ألف صلاة فيما سواه إلا المسجد الحرام” (رواه البخاري 3/63 ومسلم 1394).
وعلى المسلم أن يتأدب ويتخلق بأخلاق الإسلام فلا يزاحم ولا يؤذي المسلمين خصوصاً في الطواف والسعي وليكن ذو حلم وصبر حتى لا ينقص أجره.
وعليه أن يكون هيناً ليناً يفسح المجال لا خوانه المسلمين ويغض بصره عن الحرام ويساعد المحتاجين من الفقراء والمساكين.

### هل تجزئ عن حجة الإسلام
هل تجزئ عُمْرة رمضان باعتبارها حجة مع النبي محمد عن حجة الإسلام؟
روى مسلم أن النبي قال «عُمْرة في رمضان تعدِل حجة»  وفي رواية «تعدل حجّة معي». ولا يسأل عن حكمة هذا الثواب فذلك فضل من الله، والله واسع عليم، وهو سبحانه يرغب في أداء العبادات من صلاة وصوم وزكاة وحج في الحرم الشريف، فثواب الطاعة فيه مضاعف.
ومثل ذلك ما ورد من أن الصلاة الواحدة في المسجد الحرام بمكة تعدل مئة ألف صلاة فيما سواه، فلا يجوز أن يتبادر إلى الذهن أن صلاة يوم فيه تغنى عن صلاة مئة ألف يوم، ولا داعيَ للصلاة بعد ذلك، فالعدل أو المساواة هنا هي في الثواب فقط. فلا تغني العُمْرة عن الحج أبدًا.
ومثل ثواب العُمْرة في رمضان ما رواه الترمذي وقال: حديث حسن غريب، عن أنس أن النبي قال «من صلى الصبح في جماعة ثم قعد يذكر الله حتى تطلع الشمس، ثم صلى ركعتين كانت له كأجر حجّة وعُمْرة»، قال أنس: قال رسول الله:«تامّة تامّة».
وروى الطبراني مثله عن أبي أمامه، وقال المنذري: إسناده جيد. ورواه عن ابن عمر برواة ثِقات إلا واحدًا ففيه كلام، وللحديث شواهد كثيرة«الترغيب والترهيب ج1 ص125،126».